# أغابيتو رودريغيز
أغابيتو رودريغيز (بالإسبانية: Agapito Rodríguez) هو لاعب كرة قدم بيروفي، ولد في 16 مارس 1965. شارك مع منتخب بيرو لكرة القدم. أما مع النوادي، فقد لعب مع أليانزا ليما.

## وصلات خارجية
- أغابيتو رودريغيز على موقع ناشيونال فوتبول تيمز (الإنجليزية)